# Радецки (село)
Вижте пояснителната страница за други значения на Радецки.
Радèцки е село в Югоизточна България, община Нова Загора, област Сливен.

## География
Село Радецки се намира на около 48 km юг-югозападно от областния център град Сливен, около 25 km юг-югоизточно от общинския център град Нова Загора и около 15 km източно от град Раднево. Разположено е в източната част на Старозагорското поле на Горнотракийската низина, на около 2 km северозападно от язовир Овчарица. Надморската височина в центъра му при сградата на кметството е около 154 m.
Климатът е преходно-континентален; почвите в землището на селото са преобладаващо смолници.
През селото минава второкласният републикански път II-55, който води: на югоизток от Радецки през село Полски Градец до връзка при град Свиленград с автомагистрала „Марица“; на запад от Радецки през селата Новоселец и Млекарево и град Нова Загора до връзки с първокласния Подбалкански път и нататък отвъд Стара планина в близост с град Дебелец с първокласния републикански път I-5. В село Новоселец път II-55 прави връзка с второкласния републикански път II-57, който води на запад през село Пет могили и град Раднево към град Стара Загора.
Землището на село Радецки граничи със землищата на: село Новоселец на запад и северозапад; село Бял кладенец на североизток и изток; село Ковачево на юг.
В землището на Радецки има 7 микроязовира. В землището на селото попада и част от язовир Овчарица.
На около 3 km югоизточно от Радецки, край западния бряг на язовир Овчарица, е разположена ТЕЦ „Марица изток 2“.
Населението на село Радецки, наброявало 1060 души при преброяването към 1934 г. и 1296 към 1975 г., намалява до 848 към 1992 г. и 275 (по служебен документ на НСИ от 2022-12-31) към 2022 г.
При преброяването на населението към 1 февруари 2011 г., от обща численост 399 лица, за 329 лица е посочена принадлежност към „българска“ етническа група, за 52 – към „ромска“ и за 16 – „не отговорили“, а за принадлежност към „турска“, „други“ и „не се самоопределят“ не са посочени конкретни данни.

## История
Селото е споменато в османотурски регистри от 15 век и от 1607 г. под имената Химитил Саламан дереси и Химидли. По време на Освобождението е опожарено; възстановено е през 1879 г.
След Руско-турската война (1877 – 1878 г.) по Берлинския договор 1878 г. селото – тогава с име Химитлии – остава в Източна Румелия; присъединено е към България след Съединението 1885 г.. Село Химитлии е преименувано на Благодетелно през 1906 г. и на Радецки през 1934 г.
През 1878 г. е основано въоръжено гимнастическо дружество за оказване на съпротива срещу Берлинския договор от 1878 г.
Първото училище е от 1872 г., с учител М. Ст. Минев. След Освобождението е построена нова сграда за училище, едната стая на което е използвана за църква. Първият учител в нея е бил свещеник от ямболското село Овчи кладенец. Покрай религиозните дисциплини са изучавани и някои светски като аритметика, география и други. Построеното през 1929 г. ново училище получава името „Цар Борис III“, а през 1945 г. е преименувано на „Васил Левски“. През 1961 г. в селото е построено ново училище със средства от самооблагането. Основно училище „Васил Левски“ е закрито през 2008 г.
Читалище „Пробуда“ е основано през 1929 г.

## Обществени институции
Село Радецки към 2023 г. е център на кметство Радецки.
В село Радецки към 2023 г. има:
- действащо читалище „Пробуда 1929“;[14][15]
- православна църква „Свети апостоли Петър и Павел“;[16]
- Целодневна детска градина „Детелина“;[17]
- пощенска станция.[18]

## Културни и природни забележителности
В околностите на село Радецки има следи от антични селища и надгробни могили. Южно от селото минава старобългарският землен окоп Еркесия.
В селото има бюст-паметник на генерал Фьодор Ф. Радецки, както и паметни плочи на загиналите във войните 1912 – 1918 г. и в заключителната фаза на Втората световна война.